# Gaulspitze
La Gaulspitze est une montagne qui s’élève à 2 411 m d’altitude dans les Alpes de Zillertal, en Autriche.